# Sunny Mabrey
Sunny Mabrey (Gadsden, 28 de noviembre de 1975) es una actriz y modelo estadounidense que ha aparecido también en vídeos musicales, tales como "Nookie" de Limp Bizkit, antes de dar el salto a la gran pantalla. Trabajó en películas como The New Guy, xXx: State of the Union, y fue protagonista del filme Species III. Participó también en Desperate Housewives como Marissa Mayer, la mujer embarazada de Karl Mayer (Richard Burgi) y en el papel de Shelley, asistente de vuelo, en el estreno de la tercera sesión de Mad Men. En 2005 se casó con el también actor Ethan Embry.
Sunny comenzó su carrera como modelo a la edad de 18 años. Ha participado en campañas publicitarias de la cadena norteamericana de ropa Gap.

## Filmografía

### Cine
| Año  | Título                   | Personaje                          | Notas                                                |
| ---- | ------------------------ | ---------------------------------- | ---------------------------------------------------- |
| 2002 | The New Guy              | Courtney                           |                                                      |
| 2002 | A Midsummer Night's Rave | Mia                                |                                                      |
| 2004 | Species III              | Sara                               |                                                      |
| 2005 | xXx: State of the Union  | Charlie Mayweather                 |                                                      |
| 2005 | One Last Thing...        | Nikki Sinclaire                    |                                                      |
| 2006 | Snakes on a Plane        | Tiffany                            |                                                      |
| 2008 | San Saba                 | Claire                             |                                                      |
| 2008 | Redirecting Eddie        | Mujer del paseo marítimo de Oliver |                                                      |
| 2009 | Not Since You            | Victoria Gary                      |                                                      |
| 2010 | Repo                     | Jackie                             |                                                      |
| 2012 | The Child                | Carina Freitag                     |                                                      |
| 2014 | Teacher of the Year      | Kate Carter                        |                                                      |
| 2016 | Holiday Breakup          | Spaghetti Girl                     |                                                      |
| 2017 | Teleios                  | Iris Duncan                        | Best Actress – International Independent Film Awards |
| 2020 | Hillbilly Elegy          | Bonnie (Mamaw en sus 30s)          |                                                      |

### Televisión
| Año  | Título                                        | Personaje                       | Notas                                                                              |
| ---- | --------------------------------------------- | ------------------------------- | ---------------------------------------------------------------------------------- |
| 1998 | LateLine                                      | Inga                            | Episodio: "Gale Gets a Life"                                                       |
| 2002 | Angel                                         | Allison                         | Episodio: "Provider"                                                               |
| 2003 | CSI: Miami                                    | Celine Wilcox                   | Episodio: "Extreme"                                                                |
| 2005 | House M.D.                                    | Jenny                           | Episodio: "Control"                                                                |
| 2006 | Windfall                                      | Jill                            | Episodio: "Running with the Devil"                                                 |
| 2007 | Final Approach                                | Sela Jameson                    | Película de televisión                                                             |
| 2007 | Without a Trace                               | Keira Jennings                  | Episodio: "Fight/Flight"                                                           |
| 2008 | Monk                                          | Sister Sally                    | Episodio: "Mr. Monk Joins a Cult"                                                  |
| 2008 | Desperate Housewives                          | Marisa Mayer                    | Episodio: "Opening Doors"                                                          |
| 2009 | Rules of Engagement                           | Erika                           | Episodio: "Sex Toy Story"                                                          |
| 2009 | Mad Men                                       | Shelly                          | Episodio: "Out of Town"                                                            |
| 2010 | Memphis Beat                                  | Alex                            | 3 Episodios                                                                        |
| 2012 | In Plain Sight                                | Stacy Arnett / Stacy Wilson     | Episodio: "The Merry Wives of Witsec"                                              |
| 2012 | The Closer                                    | Audrey Rangel                   | Episodio: "Fool's Gold"                                                            |
| 2012 | Vegas                                         | Jodie Kent                      | Episodio: Pilot                                                                    |
| 2012 | Holiday High School Reunion                   | Tory Feldman                    | Película de televisión                                                             |
| 2013 | The Trainer                                   | Alex                            | Película de televisión                                                             |
| 2013 | The Client List                               | Lisa Munsey                     | 3 Episodios                                                                        |
| 2013 | The Glades                                    | Cindy Pavlin                    | Episodio: "Three's Company"                                                        |
| 2014 | Once Upon a Time                              | Glinda / La buena bruja del sur | 2 Episodios: "A Curious Thing" (T3, Epi 19), "Kansas" (T3, Epi 20)                 |
| 2014 | SHFTY: Super Happy Fun Time, Yay!             | Gwenda / Prostituta rusa        | Episodios: "Couch Boyfriend", "Bear Cop"                                           |
| 2014 | Llama Cop                                     | Irina Foley                     | Episodio: "Llaw and Order"                                                         |
| 2014 | Reckless                                      | Cathy Benjamin                  | Episodio: "Parting Shots"                                                          |
| 2016 | Parental Indiscretion                         | Eilzabeth                       | 2 Episodios                                                                        |
| 2016 | Still the King                                | Allison                         | 2 Episodios                                                                        |
| 2016 | A Bunch of Dicks                              | Billie                          | Miniserie                                                                          |
| 2017 | Escaping Dad                                  | Erin                            | Película de televisión. originalmente titulada: "Amber Alert"                      |
| 2017 | The Jimmy Star Show with Ron Russell          | Ella misma                      | Episodio: "Sunny Mabrey"                                                           |
| 2017 | The Librarians                                | Fortuna                         | Episodio: "And the Steal of Fortune"                                               |
| 2017 | Typical Rick                                  | Annabelle                       | Episodio: "Southern Uncomfort"                                                     |
| 2017 | In the Rough                                  | Holly Sanders                   | 7 Episodios                                                                        |
| 2018 | The Perfect Mother                            | Stella Marshall                 | Película de televisión. También conocida como: "Almost Perfect"                    |
| 2018 | The Wrong Patient                             | Dr. Katie Jones                 | Película de televisión. También conocida como: "A Body to Die For and Killer Body" |
| 2019 | Christmas at Graceland: Home for the Holidays | Maggie Ellis                    | Película de televisión                                                             |

- Pet Peeves (2009)
- Beyond the Trek (2017)

### Vídeo musical
| Año  | Título | Artista     |
| ---- | ------ | ----------- |
| 1999 | Nookie | Limp Bizkit |
| 1999 | Amazed | Lonestar    |